# Grzybno, Hạt Drawsko
Grzybno [ˈɡʐɨbnɔ] (tiếng Đức: Charlottenhof) là một ngôi làng thuộc khu hành chính của Gmina Ostrowice, thuộc quận Drawsko, West Pomeranian Voivodeship, ở phía tây bắc Ba Lan. Nó nằm khoảng 9 kilômét (6 mi)   phía tây nam của đà điểu, 9 km (6 mi) về phía đông bắc của Drawsko Pomorskie và 89 km (55 mi) về phía đông của thủ đô khu vực Szczecin.
Trước năm 1945, khu vực này là một phần của Đức. Đối với lịch sử của khu vực, xem Lịch sử của Pomerania.
Làng có dân số 10 người.